# Seasons (canção de Ayumi Hamasaki)
"SEASONS" é o décimo sexto single da cantora Ayumi Hamasaki lançado dia 7 de junho de 2000. É o último da Trilogia Hamasaki, sendo um dos seus singles mais bem secedidos, além de estrear em 1º lugar na Oricon e vender mais de 1 milhão de cópias, recebendo certificação Million, sendo seu segundo single mais vendido até hoje. "SEASONS" foi usado com tema da novela "Tenkiyohō não Koibito", também foi usado com parte da trilha sonora do jogo "Daigasso! Band Brothers" e de um jogo produzido pela Avex, chamado "Kokoro no Kakera".

## Faixas
| N.º            | Título                                  | Duração |  |
| 1.             | "Seasons (Original Mix)"                | 4:21    |  |
| 2.             | "Seasons (Acoustic Orchestra Version)"  | 3:36    |  |
| 3.             | "To be (Acoustic Orchestra Version)"    | 5:25    |  |
| 4.             | "Seasons (So Happy So Sad Mix)"         | 6:58    |  |
| 5.             | "Seasons (Jonathan Peters' Radio Mix)"  | 3:55    |  |
| 6.             | "Seasons (Rays of Light Mix)"           | 6:35    |  |
| 7.             | "Seasons (Neutralize:Final Attack Mix)" | 4:45    |  |
| 8.             | "Seasons (D-Z Blue Sunbeam Mix)"        | 6:19    |  |
| 9.             | "Seasons (Dub's Rain of Duv Remix)"     | 4:35    |  |
| 10.            | "Seasons (Original Mix -Instrumental-)" | 4:21    |  |
| 11.            | "Ever Free (Hal's Mix 2000)"            | 4:18    |  |
| Duração total: | Duração total:                          | 55:08   |  |

### Oricon & Vendas
| Parada                | Posição | Total de Vendas | Semanas |
| --------------------- | ------- | --------------- | ------- |
| Oricon Parada Diária  | 1       | 1.367.400       | 21      |
| Oricon Parada Semanal | 1       | 1.367.400       | 21      |
| Oricon Parada Anual   | 5       | 1.367.400       | 21      |